# Podja Patera
La Podja Patera è una struttura geologica della superficie di Io.